# Algarve Cup 2013
Navigation
Édition précédente Édition suivante
L'Algarve Cup 2013 est la vingtième édition de l'Algarve Cup, compétition internationale de football féminin qui se déroule chaque année dans la ville portugaise. Le tournoi, qui a eu lieu du 6 au 13 mars 2013, a été remportée par les États-Unis pour la neuvième fois en battant l'Allemagne.

## Format
Les douze équipes invitées sont divisées en 3 groupes.
Les groupes A et B sont composées des meilleurs sélections. Ainsi les premières de ces deux groupes accèdent directement à la finale alors que les seconds se disputent la troisième place de la compétition et les cinquième des groupes A et B, la cinquième place.
Les équipes du groupe C jouent pour les places 7 à 12, le premier de ce groupe affrontent alors le quatrième du groupe A ou B pour la septième place et le second du groupe C disputent la neuvième place du tournoi au dernier du groupe A ou B. 

## Groupes

### Groupe A
| Équipes   | Pts | J | G | N | P | Bp | Bc | Diff |
| --------- | --- | - | - | - | - | -- | -- | ---- |
| Allemagne | 7   | 3 | 2 | 1 | 0 | 4  | 1  | +3   |
| Norvège   | 4   | 3 | 1 | 1 | 1 | 2  | 2  | 0    |
| Japon     | 3   | 3 | 1 | 0 | 2 | 3  | 4  | −1   |
| Danemark  | 2   | 3 | 0 | 2 | 1 | 0  | 2  | −2   |

     Équipe qualifiée ou victorieuse; Pts = points; J = joués; G = gagnés; N = nuls; P = perdus;

Bp = buts pour; Bc = buts contre; Diff = différence de buts
| Date         | Lieu      | Équipe 1  | Résultat | Équipe 2  |
| ------------ | --------- | --------- | -------- | --------- |
| 6 mars 2013  | Parchal   | Norvège   | 2 – 0    | Japon     |
| 6 mars 2013  | Albufeira | Danemark  | 0 – 0    | Allemagne |
| 8 mars 2013  | Parchal   | Allemagne | 2 – 1    | Japon     |
| 8 mars 2013  | Parchal   | Norvège   | 0 – 0    | Danemark  |
| 11 mars 2013 | Algarve   | Danemark  | 0 – 2    | Japon     |
| 11 mars 2013 | Lagos     | Allemagne | 2 – 0    | Norvège   |

### Groupe B
| Équipes    | Pts | J | G | N | P | Bp | Bc | Diff |
| ---------- | --- | - | - | - | - | -- | -- | ---- |
| États-Unis | 7   | 3 | 2 | 1 | 0 | 9  | 1  | +8   |
| Suède      | 5   | 3 | 1 | 2 | 0 | 8  | 3  | +5   |
| Chine      | 4   | 3 | 1 | 1 | 1 | 2  | 6  | −4   |
| Islande    | 0   | 3 | 0 | 0 | 3 | 1  | 10 | −9   |

     Équipe qualifiée ou victorieuse; Pts = points; J = joués; G = gagnés; N = nuls; P = perdus;

Bp = buts pour; Bc = buts contre; Diff = différence de buts
| Date         | Lieu      | Équipe 1   | Résultat | Équipe 2   |
| ------------ | --------- | ---------- | -------- | ---------- |
| 6 mars 2013  | Albufeira | États-Unis | 3 – 0    | Islande    |
| 6 mars 2013  | Parchal   | Suède      | 1 – 1    | Chine      |
| 8 mars 2013  | Albufeira | États-Unis | 5 – 0    | Chine      |
| 8 mars 2013  | Albufeira | Suède      | 6 – 1    | Islande    |
| 11 mars 2013 | Ferreiras | Chine      | 1 – 0    | Islande    |
| 11 mars 2013 | Lagos     | Suède      | 1 – 1    | États-Unis |

### Groupe C
| Équipes        | Pts | J | G | N | P | Bp | Bc | Diff |
| -------------- | --- | - | - | - | - | -- | -- | ---- |
| Mexique        | 6   | 3 | 2 | 0 | 1 | 4  | 1  | +3   |
| Hongrie        | 4   | 3 | 1 | 1 | 1 | 3  | 2  | +1   |
| Pays de Galles | 4   | 3 | 1 | 1 | 1 | 2  | 3  | −1   |
| Portugal       | 3   | 3 | 1 | 0 | 2 | 2  | 5  | −3   |

     Équipe qualifiée ou victorieuse; Pts = points; J = joués; G = gagnés; N = nuls; P = perdus;

Bp = buts pour; Bc = buts contre; Diff = différence de buts
| Date         | Lieu      | Équipe 1       | Résultat | Équipe 2       |
| ------------ | --------- | -------------- | -------- | -------------- |
| 6 mars 2013  | Ferreiras | Mexique        | 1 – 0    | Hongrie        |
| 6 mars 2013  | António   | Portugal       | 2 – 0    | Pays de Galles |
| 8 mars 2013  | António   | Portugal       | 0 – 2    | Hongrie        |
| 8 mars 2013  | António   | Pays de Galles | 1 – 0    | Mexique        |
| 11 mars 2013 | Quarteira | Pays de Galles | 1 – 1    | Hongrie        |
| 11 mars 2013 | Algarve   | Portugal       | 0 – 3    | Mexique        |

## Matchs de classement

### Onzième place
| 13 mars 2013 | Pays de Galles  | 1 – 1   | Portugal   | Stadium Bela Vista, Parchal |                             |
| 15:30        | Fishlock 77e    | (0 – 0) | Luís 90+3e | Arbitrage : Katalin Kulcsár | Arbitrage : Katalin Kulcsár |
| 15:30        | Tirs au but 1–3 |         |            | Arbitrage : Katalin Kulcsár | Arbitrage : Katalin Kulcsár |

### Neuvième place
| 13 mars 2013 | Hongrie          | 1 – 4   | Islande                                                              | Stadium Bela Vista, Parchal |  |
| 12:00        | Pádár 88e (pen.) | (0 – 1) | Gunnarsdóttir 12e · Hönnudóttir 54e · Hönnudóttir 77e · Jessen 90+3e |                             |  |

### Septième place
| 13 mars 2013 | Mexique | 0 – 3   | Danemark                              | Municipal Stadium, Lagos  |                           |
| 15:30        |         | (0 – 1) | Hoveson 45e · Harder 67e · Bukh 90+2e | Arbitrage : Jana Adámková | Arbitrage : Jana Adámková |

### Cinquième place
| 13 mars 2013 | Japon     | 1 – 0   | Chine | Estádio Algarve, Algarve     |                              |
| 13:10        | Ōgimi 67e | (0 – 0) |       | Arbitrage : Pernilla Larsson | Arbitrage : Pernilla Larsson |

### Troisième place
| 13 mars 2013 | Norvège                                                             | 2 – 2 ap          | Suède                                                             | Municipal Stadium, Lagos   |                            |
| 12:00        | Hegland 39e · Hegerberg 90+1e                                       | (1 – 1)           | Asllani 15e · Göransson 46e                                       | Arbitrage : Efthalia Mitsi | Arbitrage : Efthalia Mitsi |
| 12:00        | Christensen · Bjånesøy · Isaksen · Stensland · Gulbrandsen · Kaurin | Tirs au but 5 – 4 | Hammarström · Thunebro · Holmberg · Göransson · Berglund · Moberg | Arbitrage : Efthalia Mitsi | Arbitrage : Efthalia Mitsi |

### Finale
| 13 mars 2013 | Allemagne | 0 – 2   | États-Unis     | Estádio Algarve, Algarve                           |                                                    |
| 17:00        |           | (0 – 2) | Morgan 13e 34e | Spectateurs : 1 000 Arbitrage : Carol Anne Chenard | Spectateurs : 1 000 Arbitrage : Carol Anne Chenard |

| Allemagne | États-Unis |

| Allemagne :    |    |                        |  |     |  |     |
|                |    |                        |  |     |  |     |
| G              | 12 | Almuth Schult          |  |     |  |     |
| D              | 4  | Babett Peter           |  | 46e |  |     |
| D              | 22 | Luisa Wensing          |  |     |  |     |
| D              | 23 | Josephine Henning      |  |     |  |     |
| D              | 25 | Leonie Maier           |  |     |  |     |
| M              | 15 | Verena Faißt           |  | 75e |  |     |
| M              | 17 | Viola Odebrecht        |  | 46e |  |     |
| M              | 20 | Lena Goeßling          |  |     |  |     |
| M              | 14 | Dzsenifer Marozsán     |  | 81e |  |     |
| M              | 13 | Célia Okoyino da Mbabi |  |     |  |     |
| A              | 11 | Anja Mittag            |  | 46e |  |     |
| Remplaçantes : |    |                        |  |     |  |     |
| D              | 27 | Jennifer Cramer        |  | 46e |  |     |
| M              | 18 | Svenja Huth            |  | 75e |  |     |
| M              | 26 | Nadine Keßler          |  | 46e |  | 60e |
| M              | 10 | Linda Bresonik         |  | 60e |  |     |
| A              | 24 | Lena Lotzen            |  | 81e |  |     |
| A              | 9  | Alexandra Popp         |  | 46e |  |     |
| Entraîneur :   |    |                        |  |     |  |     |
| Silvia Neid    |    |                        |  |     |  |     |

| États-Unis :   |    |                  |  |     |
|                |    |                  |  |     |
| G              | 18 | Nicole Barnhart  |  |     |
| D              | 11 | Ali Krieger      |  | 58e |
| D              | 19 | Rachel Buehler   |  |     |
| D              | 14 | Whitney Engen    |  |     |
| D              | 5  | Kelley O'Hara    |  |     |
| M              | 23 | Christen Press   |  | 75e |
| M              | 7  | Shannon Boxx     |  |     |
| M              | 16 | Yael Averbuch    |  | 68e |
| M              | 17 | Tobin Heath      |  | 82e |
| A              | 13 | Alex Morgan      |  |     |
| A              | 2  | Sydney Leroux    |  | 23e |
| Remplaçantes : |    |                  |  |     |
| D              | 6  | Crystal Dunn     |  | 58e |
| M              | 4  | Becky Sauerbrunn |  | 68e |
| M              | 8  | Kristie Mewis    |  | 82e |
| A              | 20 | Abby Wambach     |  | 75e |
| Entraîneur :   |    |                  |  |     |
| Tom Sermanni   |    |                  |  |     |

| Arbitres assistantes : Marie-Josee Charbonneau Suzanne Morisset Quatrième arbitre : Esther Staubli |

## Buteuses
3 buts
- Kosovare Asllani
- Alex Morgan

2 buts
| - Fanny Vágó - Yūki Ōgimi - Renae Cuéllar | - Ada Hegerberg - Edite Fernandes | - Sara Thunebro - Jessica Fishlock |

1 but
| - Ren Guixin - Zeng Ying - Julie Rydahl Bukh - Pernille Harder - Sine Hovesen - Verena Faißt - Nadine Keßler - Dzsenifer Marozsán - Célia Okoyino da Mbabi - Henrietta Csiszár - Anita Pádár | - Hólmfríður Magnúsdóttir - Nahomi Kawasumi - Mina Tanaka - Dinora Garza - Nayeli Rangel - Caroline Graham Hansen - Kristine Wigdahl Hegland - Laura Luís - Lisa Dahlkvist - Antonia Göransson - Marie Hammarström | - Susanne Moberg - Lotta Schelin - Shannon Boxx - Rachel Buehler - Whitney Engen - Ali Krieger - Christen Press - Megan Rapinoe - Sydney Leroux - Abby Wambach - Helen Ward |